# Leptastacus rostratus
Leptastacus rostratus är en kräftdjursart som beskrevs av Nicholls 1939. Leptastacus rostratus ingår i släktet Leptastacus och familjen Leptastacidae.

## Underarter
Arten delas in i följande underarter:
- L. r. taurica
- L. r. rostratus